# Uddevallavarvet

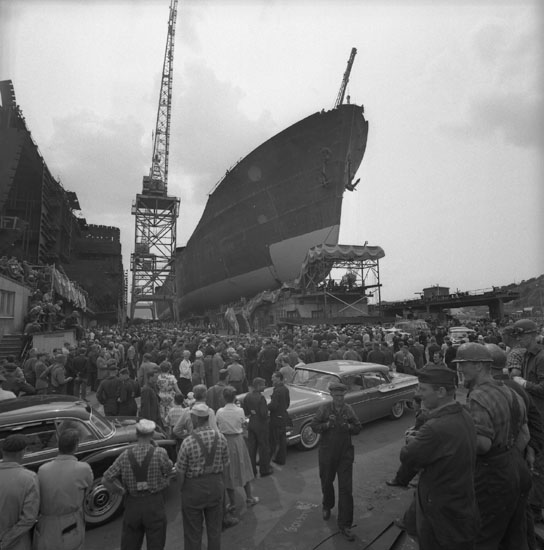
Dop och sjösättning av fartyg 185 M/T Overseas Ambassador. 1961-06-12.

Uddevallavarvet AB var en tidigare varvsindustri i Uddevalla, grundat 1945 av Gustaf B Thordén, nedlagt 1986.

## Historia
Efter några ungdomsår i skotska Glasgow och senare Stockholm, flyttade Gustav B Thordén 1920 till Helsingfors där han drev en framgångsrik rederirörelse 1922–1944. Efter fortsättningskriget vågade han inte ha kvar all sin affärsverksamhet i Finland, då han fruktade att Sovjetunionen skulle besätta hela landet. Sommaren 1944 flyttade han över delar av rörelsen till sin födelsestad Uddevalla, där han 1944 grundade Thordén Lines och två år senare startade Uddevallavarvet. Under hans ledning byggde varvet fram till år 1958 60 fartyg. 
Under andra världskriget byggde USA snabbt ut sin varvskapacitet för att klara det växande inhemska behovet. Efter kriget ville man bli av med en del av denna varvskapacitet. Skeppsredare Gustaf Thordén köpte ett Kaiservarv i Providence, Rhode Island, lät montera ner det och transporterade utrustningen till Uddevalla. Uddevallavarvet anlades i området Kasen.
Kompetent personal tog Thordén med sig från Finland. Ett talesätt han hade från denna tid var: "Kunde amerikanarna bygga Libertyfartygen med kvinnlig arbetskraft så skall jag kunna bygga båtar i Uddevalla med bohuslänska och finska bondpojkar." Första fartyget levererades redan två år senare, 1947. I november 1947 sjösattes m/s Ally Thordén som första fartyg.
Uddevallavarvet kom sedan att rekordsnabbt växa till Bohusläns största arbetsplats. 1958 byggdes anläggningen ut med Sörviksvarvet där en serieproduktion av supertankrar inleddes. Trots god orderingång kom varvet på obestånd redan 1958. År 1963 övertogs varvet av svenska staten tillsammans med Eriksbergs Mekaniska Verkstads AB. Eriksberg sålde emellertid sin andel till staten 1971. 
Projekt 73 var namnet för ett projekt som innebar stora investeringar i Uddevallavarvet 1973–1978. 1975 invigdes det nya huvudkontoret, populärt kallat Blåkulla för sin blåa fasadfärg och läge på en höjd. Huvudkontoret köptes av Uddevalla kommun och blev stadshus efter nedläggningen.
I samband med varvskrisen överfördes Uddevallavarvet 1977 till det då nybildade Svenska Varv. Ett år senare, 1978, levererades TT Nanny på 499 000 DW, det största fartyg som någonsin byggts i Sverige. I samband med att statens produktionsstöd till varvsindustrin upphörde 1985 lades all produktion vid Uddevallavarvet ned. 1986 levererades det sista fartyget.
Uddevallavarvets gamla område togs över av Volvo som byggde upp Uddevallaverken.